# Scozia nel Basso Medioevo
Nel periodo tra la morte di Alessandro III nel 1286 e quella di Giacomo IV nel 1513, la Scozia lottò per la propria indipendenza dall'Inghilterra sotto la guida di capi come William Wallace alla fine del XIII secolo e Robert Bruce nel XIV secolo. Nel secolo successivo, sotto la dinastia stuarda, la corona ottenne un solido controllo politico a spese dei baroni e recuperò i territori perduti fino a raggiungere all'incirca i confini attuali. Tuttavia, l'alleanza con la Francia (Auld Alliance) portò alla pesante sconfitta scozzese nella battaglia di Flodden Field nel 1513 nella quale perse la vita il re James IV, seguita da un lungo periodo di sudditanza politica e di instabilità.
L'economia scozzese si sviluppa lentamente in questo periodo, e la popolazione -probabilmente intorno al milione a metà 1300- inizia a declinare dopo l'arrivo della peste nera, riducendosi a circa mezzo milione all'inizio del XVI secolo. Nelle regioni meridionali (le Lowlands) e in quelle settentrionali (le Highlands) si sviluppano sistemi sociali e culture differenti: il gaelico resta la lingua più diffusa a nord del fiume Tay mentre nel sud domina lo scozzese medio, che diventa la lingua della classe dirigente, del governo e della nascente letteratura nazionale. In campo religioso si diffondono gli ordini mendicanti, e nascono nuovi tipi di devozione particolarmente nelle città (burgh) in pieno sviluppo.
Alla fine del periodo, la Scozia aveva adottato molti degli elementi principali del Rinascimento europeo in campo artistico, architettonico e letterario e aveva sviluppato un sistema educativo organizzato. In questo periodo emerge in Scozia una chiara identità nazionale, insieme a rilevanti differenze tra le regioni del paese che si riveleranno molto significative nel periodo della Riforma.

## Guerre di Indipendenza 1286-1371

### Giovanni

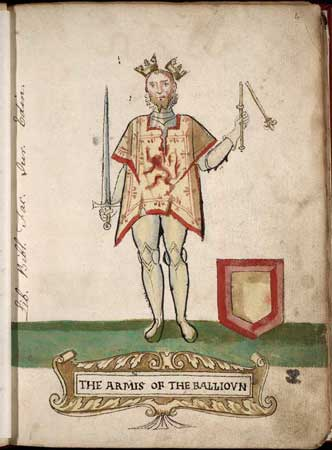
John Balliol, con la corona e lo scettro simbolicamente spezzati, nel Forman Armorial del 1562

Dopo la morte del re Alessandro III nel 1286, e la successiva morte della nipote ed erede Margaret (chiamata la "Vergine di Norvegia") nel 1290, ben 14 rivali aspiravano alla successione. I baroni, per evitare la guerra civile, chiesero un arbitrato a Edoardo I d'Inghilterra. Questi fece sancire dai propri legali che il Regno di Scozia era una dipendenza feudale del trono inglese, e scelse John Balliol, il primo dei pretendenti in ordine di legittimità, che divenne re col nome di Giovanni I (30 novembre 1292). Robert Bruce di Annandale, il più forte tra gli altri pretendenti, accettò il risultato con molta riluttanza. Negli anni successivi, Edoardo I sfruttò il suo privilegio feudale per minare sistematicamente l'autorità di re Giovanni e mettere in discussione nei fatti l'indipendenza della Scozia.
Nel 1295 Giovanni, pressato dai suoi consiglieri, concluse un'alleanza con la Francia, che sarebbe poi stata chiamata Auld Alliance.
Nel 1296 il re inglese invase la Scozia e depose re Giovanni. L'anno seguente William Wallace e Andrew de Moray raccolsero un esercito per resistere all'occupazione e sotto la loro guida un'armata inglese fu sconfitta nella battaglia di Stirling Bridge. Moray morì per le ferite riportate nello scontro e per un breve periodo Wallace governò il paese in nome di re Giovanni, come Guardian del regno. Edoardo intervenne di persona e nella battaglia di Falkirk schiacciò Wallace che riuscì a fuggire ma lasciò la carica di Guardian of Scotland. Nel 1305 cadde nelle mani degli Inglesi, che lo giustiziarono per tradimento benché egli non avesse mai giurato fedeltà all'Inghilterra.

### Roberto I

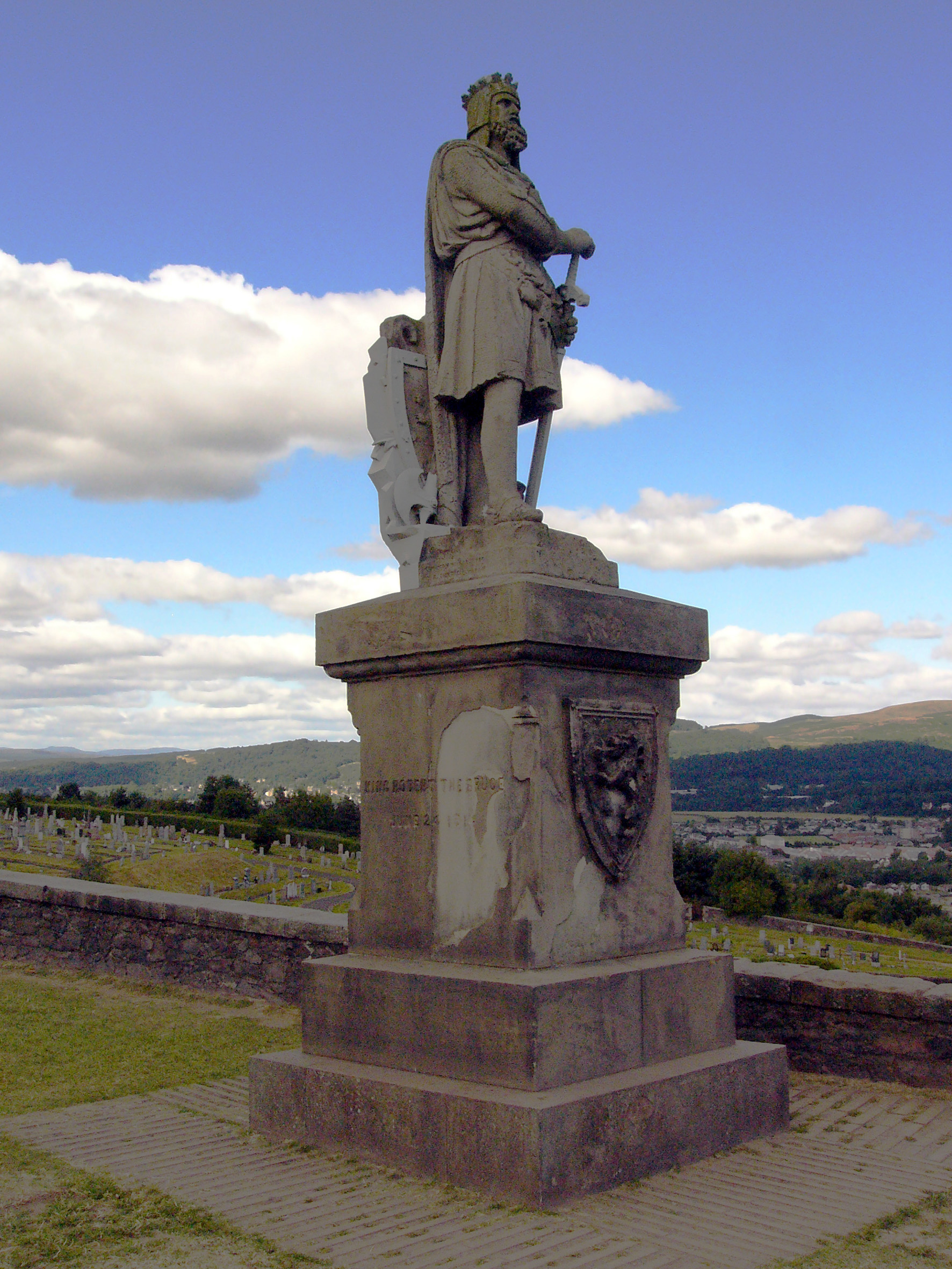
La statua che commemora Roberto I presso Stirling

John Comyn e Robert the Bruce, rivali tra loro, furono nominati congiuntamente guardians al posto di Wallace. Il 10 febbraio 1306 Bruce partecipò all'assassinio di Comyn, alla chiesa dei Greyfriars a Dumfries Il 25 marzo Bruce fu incoronato re col nome di Roberto I a Scone. Le forze di Edoardo, però, devastarono il paese dopo aver sconfitto il piccolo esercito di Bruce nella battaglia di Methven Nonostante la scomunica sua e dei suoi seguaci da parte del papa Clemente V, la forza di Bruce aumentò e nel 1314, grazie anche all'aiuto di nobili importanti come Sir James Douglas e il conte di Moray, la zona controllata dagli inglesi si riduceva ai castelli di Bothwell e Stirling. Edoardo I era morto nel 1307, e il suo erede Edoardo II marciò verso nord con un esercito per rompere l'assedio del Castello di Stirling e riaffermare il controllo sulla regione. Fu però sconfitto dalle forze di Roberto I alla battaglia di Bannockburn in 1314, che portò de facto all'indipendenza.
La Dichiarazione di Arbroath del 1320, una petizione al Papa da parte dei nobili scozzesi, contribuì a convincere il papa Giovanni XXII a ritirare la scomunica contro il re e a considerare nulli gli atti di sottomissione al re d'Inghilterra da parte dei re scozzesi; la sovranità scozzese poté dunque essere riconosciuta dalle principali Corti europee. La Dichiarazione è anche considerata uno dei documenti più importanti nello sviluppo dell'identità nazionale scozzese. Edward Bruce, il fratello di Robert, condusse una serie di campagne contro gli Inglesi in Irlanda e fu nominato High King d'Irlanda. Le campagne irlandesi, benché risoltesi alla fine con un insuccesso, aprirono la prospettiva della cosiddetta "Scozia Pan-Gaelica" sotto il regno dei Bruce. Robert da parte sua condusse una serie di scorrerie nel nord dell'Inghilterra, sconfiggendo un esercito inglese nel 1327 nella battaglia di Stanhope Park. Le vittorie di Robert contribuirono alla caduta di Edoardo II e Bruce poté approfittare della minore età dell'erede Edoardo III per strappare il trattato di Edimburgo-Northampton, firmato nel maggio 1328, che riconosceva la Scozia come regno indipendente, e Bruce come suo sovrano.

### Davide II

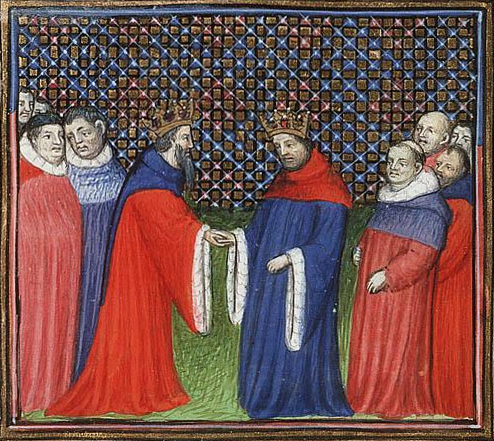
Davide II di Scozia (a destra) e Edoardo III d'Inghilterra (a sinistra)

Roberto I morì nel 1329, quando l'erede Davide II aveva solo cinque anni. Durante la sua infanzia il paese fu governato da una serie di reggenti, due dei quali morirono durante una nuova invasione inglese nel 1332. Questo fu preso a pretesto da parte inglese per cercare di restaurare sul trono Edoardo Balliol, figlio di John Balliol, il che portò alla seconda guerra di indipendenza scozzese. Nonostante le vittorie di  Dupplin Moor (1332) e Halidon Hill (1333), i tentativi di assicurare il trono a Balliol fallirono davanti alla tenace resistenza scozzese sotto la guida di Sir Andrew Murray, figlio del compagno d'armi di Wallace. Edoardo III, allo scoppio della guerra dei cent'anni contro la Francia, si disinteressò della sorte del suo protetto. Nel 1341 Davide poté rientrare dal suo temporaneo esilio in Francia e nel 1346, appoggiandosi alla Auld Alliance, invase l'Inghilterra prendendo le parti della Francia ma fu battuto e catturato nella battaglia di Neville's Cross il 17 ottobre 1346, e rimase prigioniero degli Inglesi per 11 anni. Suo cugino Robert Stewart regnò come guardian in sua assenza. Alla fine Balliol rinunciò alle sue pretese al trono nel 1356, e si ritirò nello Yorkshire dove morì nel 1364.
Davide fu rilasciato con una promessa riscatto di 100.000 marchi (che non fu però in grado di pagare) nel 1357, senza aver giurato fedeltà a Edoardo III. Ciò diede il via a negoziati segreti con gli Inglesi e al tentativo di questi ultimi di fargli succedere un re inglese, considerata anche l'incapacità di David di avere un erede e i suoi problemi matrimoniali. La prima moglie Joan, sorella di Edoardo III, lo aveva lasciato ed era tornata in Inghilterra, morendo senza figli nel 1362. Il suo secondo matrimonio con Margaret, vedova del cavaliere Sir John Logie, provocò uno scontro tra fazioni che gli alienò molti nobili tra i quali Roberto Steward. Alla fine il re si accordò con i nemici della regina e cercò di divorziare da lei, che però fuggì nel continente e chiese l'aiuto del papa. Prima di potersi risposare, comunque, Davide morì improvvisamente segnando la fine della breve dinastia Bruce.

## Gli Stewart 1371-1513

### Roberto II, Roberto III e Giacomo I

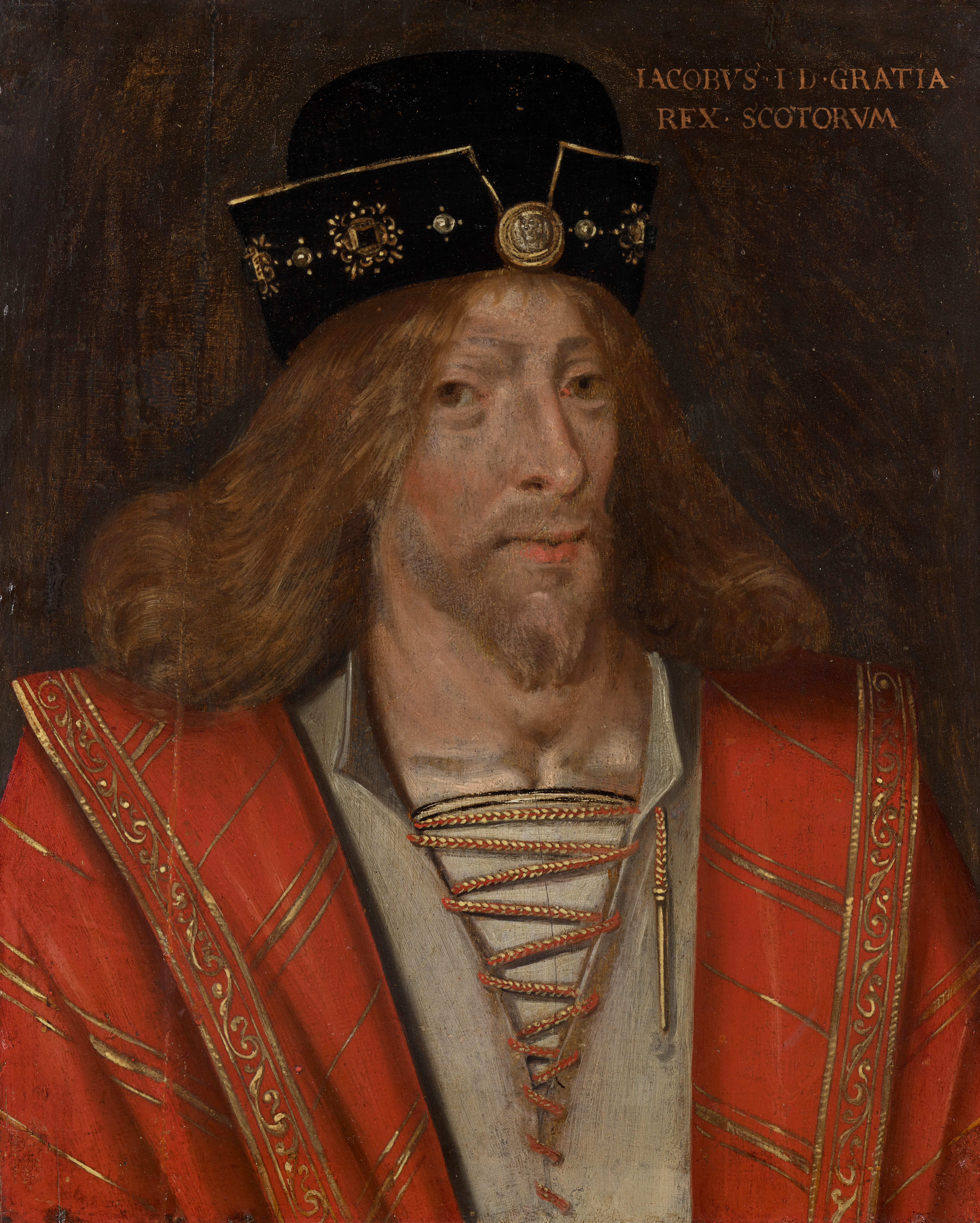
James I passò gran parte della vita prigioniero degli Inglesi

Alla scomparsa inaspettata di Davide II, morto senza eredi, nel 1371 salì al trono con il nome di Roberto II il primo dei re Stewart (poi Stuart). Benché a 55 anni non fosse giovanissimo, suo figlio John, Conte di Carrick, impaziente di succedergli, assunse la carica di Lord Luogotenente governando di fatto il paese.
Una scorreria oltre il confine inglese portò alla vittoria di Otterburn nel 1388, che costò però la vita al suo alleato James Douglas, 2º conte di Douglas. Carrick, indebolito anche dai postumi di un calcio di cavallo, perse gradualmente potere a vantaggio del fratello Roberto Stewart, conte di Fife, che fu nominato Luogotenente al suo posto. Alla morte di Roberto II nel 1390 John assunse il nome di Roberto III, ma il potere effettivo restò nelle mani del fratello Robert, ora duca di Albany. Dopo la morte sospetta nel 1402 del figlio maggiore Davide, Roberto, preoccupato per la sicurezza del figlio minore Giacomo (il futuro Giacomo I), lo mandò in Francia nel 1406. Questi cadde però in mano agli Inglesi e passò i successivi 18 anni tenuto prigioniero per riscatto. Quindi, dopo la morte di Roberto III nello stesso anno, la Scozia fu governata da reggenti: prima Albany e poi, alla sua morte del 1420, da suo figlio Murdoch, sotto il cui governo il paese fu in preda a gravi disordini.
Quando gli Scozzesi iniziarono finalmente a pagare il riscatto, nel 1424, Giacomo, che aveva ormai 32 anni, ritornò con la sua sposa inglese, Giovanna Beaufort, deciso a riaffermare la sua autorità. Revocò le esenzioni dai dazi e i privilegi sulle terre concessi durante la sua assenza, minando in questo modo la posizione di coloro che ne avevano approfittato, in particolare gli Stewart di Albany. Giacomo fece processare e giustiziare Murdoch e due suoi figli, e impose la sua autorità con altri arresti e confische. Nel 1436 tentò di riconquistare Roxburgh, una delle più importanti fortezze di frontiera ancora in mano inglese, ma l'assedio si concluse con una umiliante disfatta. Il re fu assassinato da un membro del Consiglio, Robert Graham, e dai suoi complici presso la chiesa di Blackfriars, a Perth, nel 1437.

### Giacomo II

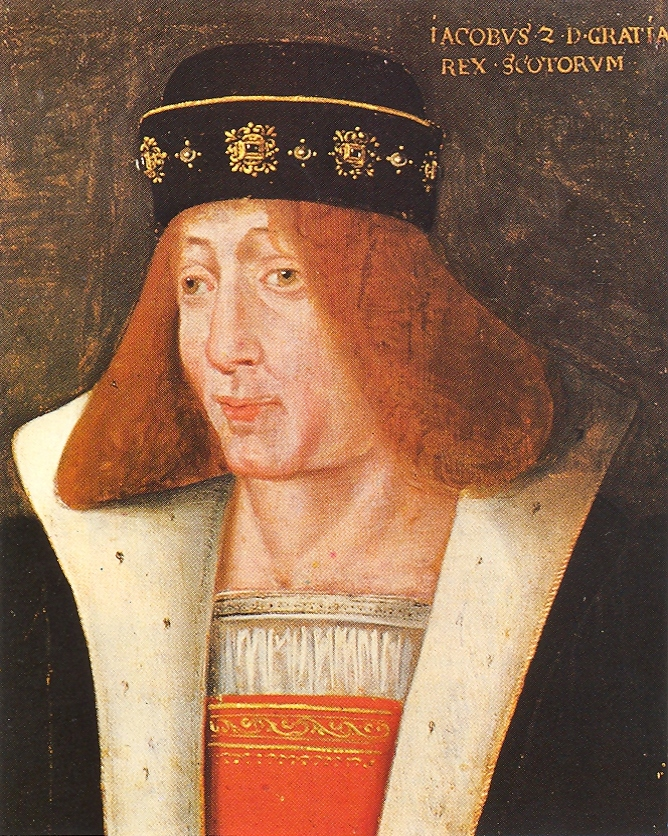
Ritratto postumo di Giacomo II: il suo successo militare fu interrotto dalla sua morte accidentale

L'omicidio portò al trono il figlio del re, Giacomo II, di soli sette anni. Dopo l'esecuzione di un certo numero di sospetti cospiratori, la reggenza fu assunta da Archibald Douglas, 5º conte di Douglas, e dopo la sua morte dalla sua famiglia, contrastata da Sir Alexander Livingston di Callendar e da Lord Crichton. Una congiura per abbattere il potere dei Douglas portò al "Black Dinner" nel castello di Edimburgo nel 1440, quando William Douglas, 6º conte di Douglas e suo fratello furono giustiziati da Livingstone e Crichton dopo un processo farsesco. Dalla contesa emerse come vincitore il prozio delle vittime, James Douglas, conte di Avondale.
Nel 1449 Giacomo II raggiunse ufficialmente la maggiore età, ma i Douglas non accettarono di lasciare il potere ed il re iniziò una lunga lotta per far valere i suoi diritti, culminata con l'assassinio dell'ottavo conte di Douglas nel castello di Stirling il 22 febbraio 1452. Questo scatenò una guerra civile dall'esito altalenante nella quale Giacomo tentò di conquistare le terre dei Douglas. A poco a poco Giacomo riuscì a portare dalla propria parte gli alleati dei Douglas con l'offerta di terre e di cariche, e le forze dei Douglas furono alla fine sconfitte nella battaglia di Arkinholm il 12 maggio 1455. Una volta in carica, Giacomo II si rivelò un monarca attivo e pieno di iniziativa. Viaggiava nelle province amministrando personalmente la giustizia, e probabilmente alcune delle pratiche molto impopolari del periodo successivo, come la vendita dei provvedimenti di grazia, iniziarono sotto il suo regno. I progetti ambiziosi di conquista delle isole Orcadi, delle Shetland e dell'Isola di Man non portarono a nulla. Riuscì invece il tentativo nel 1460 di riprendere Roxburgh agli Inglesi, ma il re vi perse la vita, ucciso dall'esplosione di un pezzo d'artiglieria.

### Giacomo III

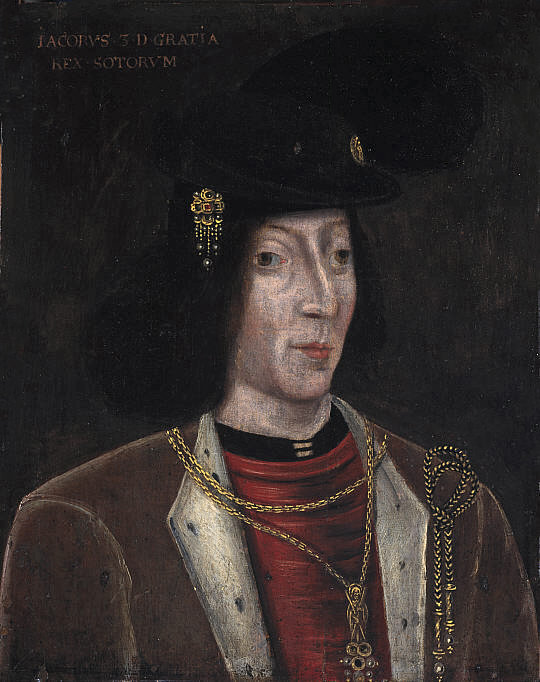
Giacomo III: il suo regno, funestato da lotte intestine, finì con il suo assassinio

Il figlio di Giacomo II ascese al trono re col nome di Giacomo III a nove o dieci anni, e sua madre Maria di Gheldria assunse la reggenza finché morì tre anni dopo. Il predominio nel governo fu assunto dalla famiglia Boyd, che si rese assai impopolare con la propria ambizione e avidità. Mentre i reggenti erano fuori dal paese, il re riuscì a ristabilire il controllo del governo, facendo anche giustiziare alcuni membri della famiglia Boyd. Perseguì l'obiettivo di un riavvicinamento all'Inghilterra, facendo fidanzare il proprio figlio maggiore – il futuro Giacomo IV – con Cecilia di York, figlia di re Edoardo IV d'Inghilterra; questo cambio di politica estera fu profondamente impopolare in Scozia.
Dopo il 1470 nacque un conflitto tra il re e i suoi fratelli, Alessandro Duca di Albany e Giovanni, conte di Mar. Quest'ultimo morì in circostanze sospette nel 1480 e le sue proprietà furono confiscate ed assegnate ad un favorito del re, Robert Cochrane. Albany fuggì in Francia nel 1479, accusato di tradimento. L'alleanza con l'Inghilterra non era più salda ed anzi, a partire dal 1480, vi furono numerosi scontri isolati seguiti da una vera e propria invasione della Scozia due anni dopo, guidata dal duca di Gloucester, il futuro Riccardo III, sostenuto da Albany. Giacomo fu imprigionato dai suoi stessi sudditi nel Castello di Edimburgo, ed Albany nominato luogotenente-generale. Quando gli Inglesi si ritirarono, però, il suo governo incontrò crescenti difficoltà sino a costringerlo alla fuga. Nonostante altre congiure e tentativi di invasione, Giacomo riuscì a riottenere il potere; si mise però in urto con i baroni rifiutandosi di viaggiare per amministrare la giustizia, svalutando la moneta, causando una crisi finanziaria e continuando a perseguire un'alleanza con l'Inghilterra. La situazione precipitò nel 1488 quando il re fu affrontato da un esercito raccolto dai nobili scontenti e da numerosi suoi ex-consiglieri, che sostenevano il principe ereditario, il futuro Giacomo IV. Sconfitto nella battaglia di Sauchieburn, il re vi perse la vita.

### Giacomo IV

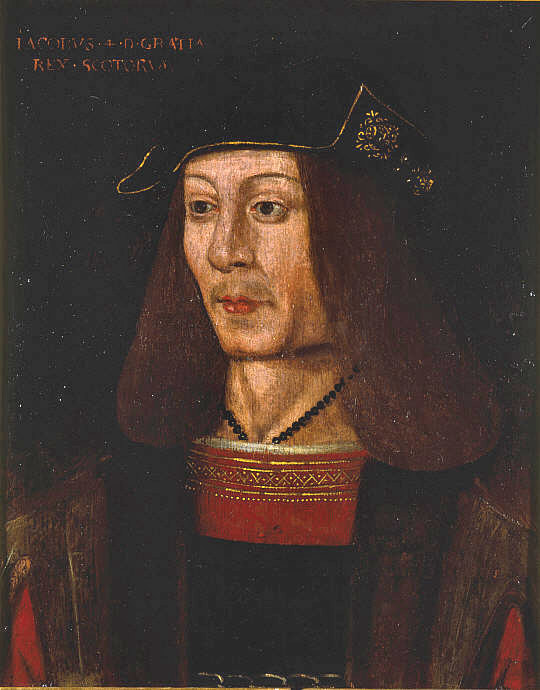
Giacomo IV, uno dei migliori re del basso Medioevo scozzese sino alla sua morte a Flodden

Giacomo IV aveva 15 anni quando salì al trono, ma dimostrò in breve di essere un governante capace e di spirito indipendente, tanto che per molti storici il suo regno segna una grande fioritura della Scozia nella scia del Rinascimento Europeo. Si occupò direttamente dell'amministrazione della giustizia, spostando la sua corte per tenere le sessioni legali nelle province. Dovette debellare una pericolosa rivolta delle regioni settentrionali, promossa soprattutto da nostalgici di Giacomo III. Riuscì inoltre a riportare finalmente sotto controllo il cosiddetto Signore delle Isole ottenendo la confisca delle terre dell'ultimo signore, John MacDonald, nel 1493.
Per un certo periodo sostenne Perkin Warbeck, un pretendente (fasullo) al trono inglese, ed intraprese in suo aiuto una breve invasione dell'Inghilterra nel 1496. Riuscì però in seguito a stabilire buone relazioni con gli Inglesi e nel 1502 formò il Trattato della Pace Perpetua e sposò Margaret Tudor, la figlia di Enrico VII, ponendo in questo modo le basi per la futura Riunione delle Corone nel secolo XVII. Le cattive relazioni con Enrico VIII portarono però ad un rinnovo della Auld Alliance nel 1512. Quando il papa organizzò contro i Francesi la Lega Santa, che comprendeva l'Inghilterra, Giacomo si trovò davanti a una evidente difficoltà diplomatica. Per uscire dall'impasse provò a proporre una Crociata Europea contro Costantinopoli, ma quando gli Inglesi alla fine attaccarono la Francia, egli si schierò con quest'ultima e per ciò venne scomunicato dal Papa. La sua marina e le sue artiglierie furono inviate in soccorso dei Francesi e nel 1513 egli guidò un esercito di circa 34,000 uomini oltre il confine inglese. Dopo aver preso il castello di Norham grazie alla sua potente artiglieria, si diresse verso sud, ma il 9 settembre 1513 subì una sconfitta decisiva nella battaglia di Flodden. Il re, molti nobili e un gran numero di soldati furono uccisi. Ancora una volta il governo della Scozia fu affidato a reggenti, in nome del piccolo Giacomo V..

## Demografia
La documentazione disponibile sulla popolazione scozzese prima del 1600 è assai scarsa e poco affidabile. Considerando che la superficie coltivabile è circa un sesto di quella dell'Inghilterra, si è stimato che la popolazione potesse essere all'incirca nella stessa proporzione, ossia poco meno di un milione di abitanti prima che la Morte Nera colpisse il paese nel 1349. Anche la documentazione sull'impatto della peste è scarsa, ma ci sono numerosi riferimenti all'abbandono delle terre nei decenni seguenti. Ipotizzando un andamento simile a quello registrato in Inghilterra, la popolazione potrebbe essersi ridotta a circa mezzo milione alla fine del XIV secolo, con una metà degli abitanti che viveva a nord del Tay. Un dieci per cento circa risiedeva in uno dei cinquanta burgh allora esistenti, soprattutto nell'est e nel sud. Si pensa che questi avessero una popolazione di circa 2.000 anime, e molti di essi ne avevano meno di mille. La città più grande, Edimburgo, aveva probabilmente circa 10 000 abitanti alla fine del periodo.

## Economia

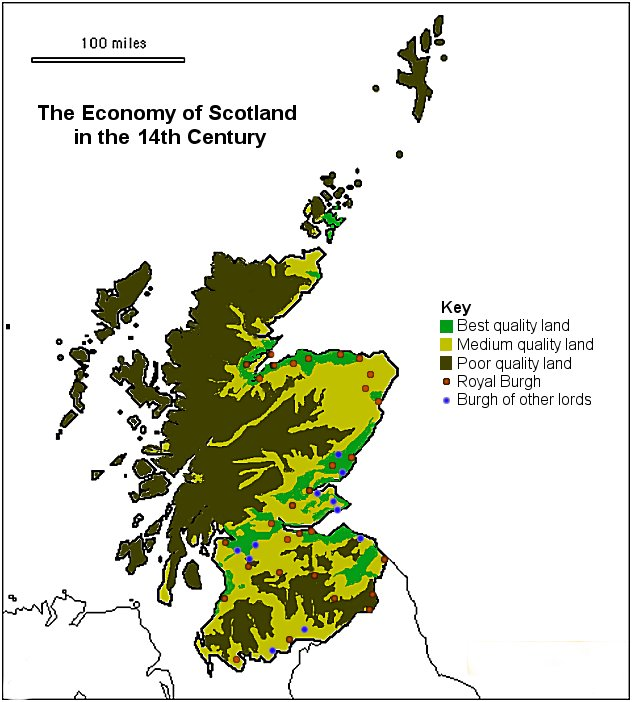
L'economia scozzese nel XIV secolo

La Scozia misura circa metà della somma di Inghilterra e Galles, ma ha solo un quinto o un sesto di superficie coltivabile o adatta al pascolo: i settori chiave dell'economia medievale erano quindi la pastorizia marginale e la pesca Il terreno difficile, le strade cattive e i metodi di trasporto primitivi limitavano molto il commercio tra le diverse zone, e quindi ogni comunità dipendeva molto dalla produzione locale, spesso con scarse riserve per gli anni cattivi. L'agricoltura era per lo più basata sulle fattorie (farmtoun nelle Lowlands, baile nelle highlands), comunità formate da poche famiglie che coltivavano un'area adatta indicativamente a due o tre squadre di aratori, e divisa in run rig affidate a fittavoli. Questi poderi erano posti sul fianco della collina dall'alto al basso, e comprendevano quindi terreni più umidi e più secchi, il che aiutava a fronteggiare i problemi di un clima ostile. La terra era divisa in una zona interna, arata e coltivata in modo costante, ed una zona esterna dove si praticava la rotazione tra coltivazione e pascolo. L'aratura era eseguita con un aratro di legno con lama di ferro, tirato da buoi, più efficienti e più economici dei cavalli. Gli obblighi verso il signore locale comprendevano la fornitura dei buoi per arare il terreno del signore e l'obbligo (odiatissimo) di macinare il grano al mulino del padrone. L'economia rurale sembra essersi sviluppata velocemente nel XIII secolo e subito dopo la Morte Nera, ma a partire dal 1360 si registrò un forte calo dei ricavi, come si può dedurre dai benefici del clero, scesi a circa un terzo rispetto all'inizio del periodo. solo nel XV secolo si assiste ad un lento recupero.

### Iburgh

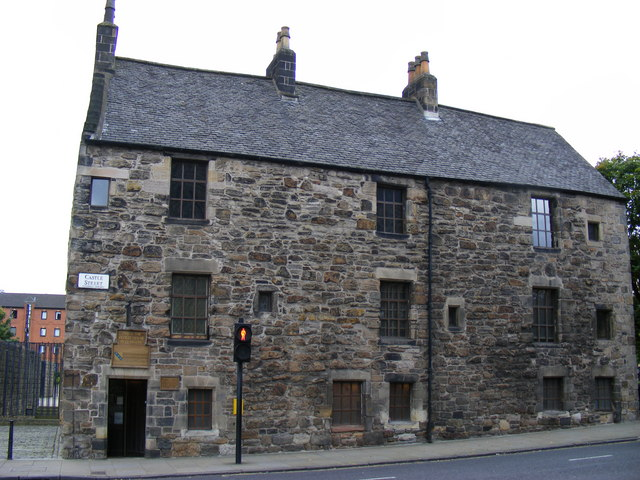
Provand's Lordship a Glasgow, l'unico edificio sopravvissuto del burgh medievale di Glasgow.

La maggioranza dei burgh erano sulla costa est, e tra di essi i più grandi e ricchi come Aberdeen, Perth ed Edimburgo, il cui sviluppo era facilitato dai commerci con il continente. Benché nel sudovest si stesse sviluppando Glasgow e ci fossero occasionali contatti di Ayr e Kirkcudbright con la Spagna e la Francia, il commercio marittimo con l'Irlanda era molto meno profittevole. oltre ai royal burgh, più grandi, ci fu una proliferazione di burgh baronali ed ecclesiastici: ne furono creati ben 51 tra il 1450 e il 1516. La maggior parte di questi erano tagliati fuori dal commercio internazionale, e funzionavano da mercati locali e centri artigianali. In generale essi erano in rapporti commerciali con il circondario, dal quale ricevevano cibo e materie prime. Il commercio della lana era importante all'inizio del periodo, ma la comparsa della scabbia ovina diede un forte colpo al settore: le esportazioni declinarono a partire dal primo '400 e dopo una ripresa crollò nuovamente per la crisi dei mercati nei Paesi Bassi nel 1500. Diversamente da quanto accadde in Inghilterra, questo non stimolò il passaggio alla produzione di tessuti su larga scala, e l'unica produzione tessile significativa era di qualità molto bassa.

### Manifattura, industria e commercio
In questo periodo la manifattura in Scozia ha uno scarso sviluppo, anche se alla fine del XV secolo si vedono gli inizi della lavorazione del ferro locale che porta alla fabbricazione di cannoni, e quelli della lavorazione di argento e oro per la quale il Paese sarebbe diventato noto.
Le esportazioni più importanti erano quelle di materie prime come lana, pellami, sale, pesce e carbone: in Scozia c'era invece spesso penuria di legname, ferro e –negli anni di cattivo raccolto– grano. Le esportazioni di pelli e di salmone, dove i prodotti scozzesi avevano un notevole vantaggio qualitativo sui concorrenti, resistettero assai meglio della lana alla crisi economica europea dopo la Peste Nera. La domanda crescente di prodotti di lusso nelle corti, nei circoli nobiliari e nell'alto clero portò a una cronica scarsità di oro, che doveva essere importato. Questo fatto unito a continui problemi delle finanze reali portò a ripetute svalutazioni della moneta: il contenuto in argento di un penny si ridusse a un quinto tra la fine del 1300 e la fine del 1400. La cosiddetta "black money", introdotta nel 1480 e fortemente impoverita in metallo prezioso, dovette essere ritirata due anni dopo, e contribuì probabilmente ad una crisi politica e finanziaria.

## Società

### Parentela e clan

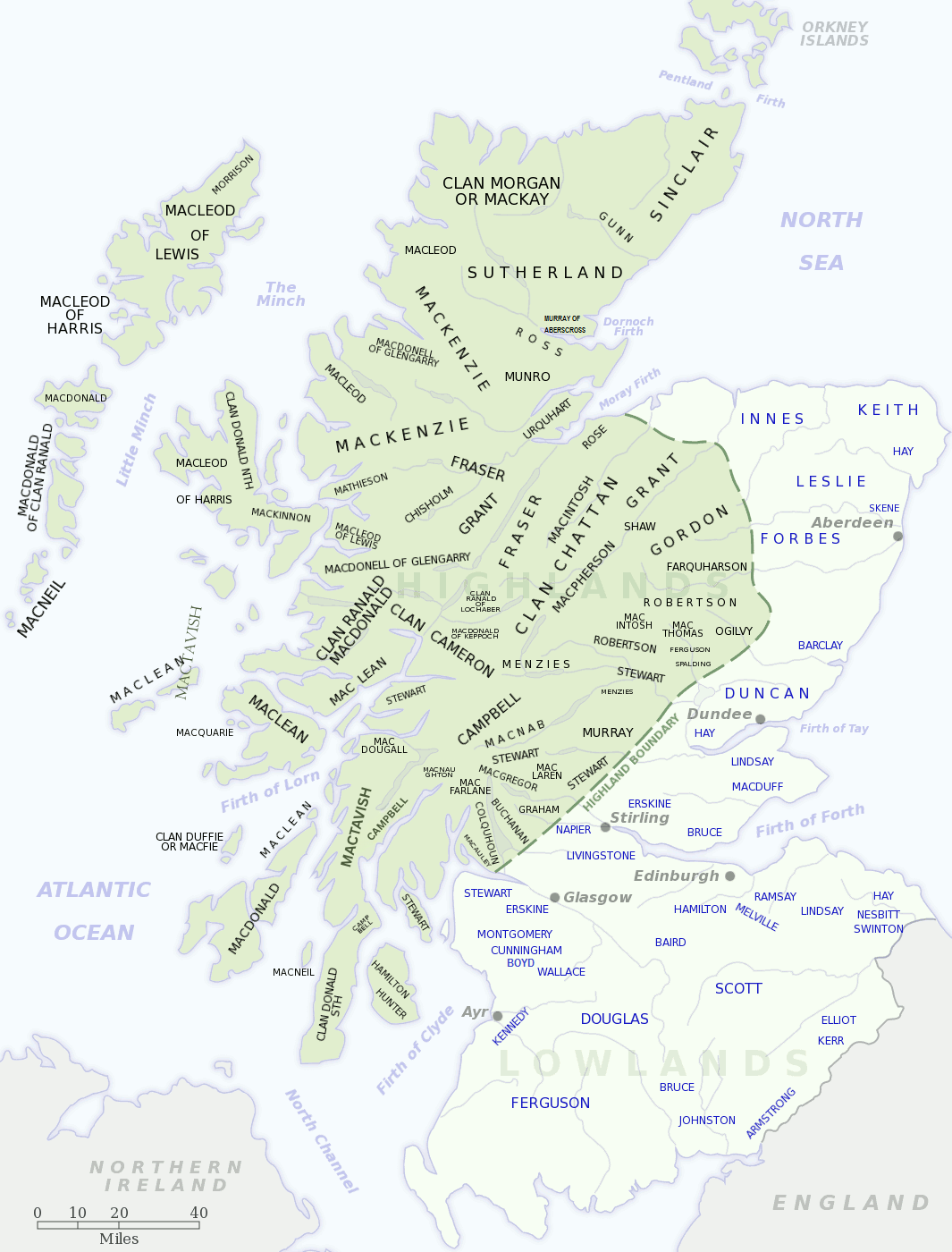
Mappa dei clan e dei cognomi nelle Highlands

Il vincolo sociale fondamentale nella Scozia medievale era la parentela (kinship). La successione era patrilineare, con trasmissione delle proprietà al maschio primogenito. I membri di un gruppo vantavano un antenato comune (a volte immaginario), il che si rifletteva nel sud in un cognome condiviso.
A differenze dell'Inghilterra, dove la parentela si trasmetteva sia per via maschile che femminile, le donne mantenevano il proprio cognome quando si sposavano, e i matrimoni erano intesi come segno di amicizia tra gruppi familiari più che come creazione di una nuova famiglia. L'uso di un cognome comune è quindi un segno di appartenenza alla kinship da parte di gruppi piuttosto ampi, che potevano contare sul reciproco supporto anche nell'ambito delle faide, una forma di vendetta che veniva perpetrata a livello di gruppo familiare. Naturalmente non mancavano conflitti anche all'interno di gruppi teoricamente omogenei.
La combinazione dell'ereditarietà per via maschile e del sistema degli obblighi feudali è considerata all'origine del sistema dei clan nelle Highlands, che emerge dai documenti a partire dal XIII secolo. I cognomi erano poco usati nelle Highlands fino al XVII secolo: nel medioevo i membri di un clan non avevano un cognome comune. Il capo del clan all'inizio del medioevo era il maschio più forte nel gruppo principale del clan, ma più tardi, con il prevalere del concetto di primogenitura, era in genere il figlio del capo precedente.Le famiglie più forti del clan formavano il cosiddetto fine, gruppo che aveva funzioni di governo in pace e di comando in guerra; un livello inferiore di governo era dato dal daoine usisle (in Gaelico) o tacksmen (in Scozzese), che amministrava le terre del clan e riscuoteva gli affitti. Nelle isole e sulla costa occidentale c'erano i cosiddetti buannachann, una élite militare che difendeva le terre dei clan dalle scorrerie esterne e guidava la lotta ai clan rivali. La maggior parte degli appartenenti al clan erano fittavoli, che fornivano lavoro ai capiclan ed all'occorrenza erano chiamati alle armi. All'inizio dell'età moderna questi avrebbero assunto come cognome il nome del clan, trasformando quest'ultimo in una ampia, benché in realtà disomogenea, famiglia.

### Struttura sociale

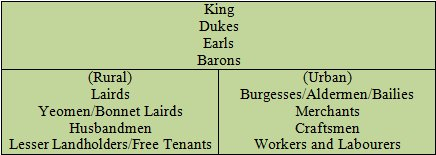
Riassunto dei livelli sociali nella Scozia tardo medievale

Nella terminologia tardomedievale per descrivere il rango sociale prevale la lingua scozzese, e i termini si allineano a quelli usati in Inghilterra.
L'attenzione allo status si riflette nella legislazione militare e (dal 1430) in quella suntuaria, che definiscono i tipi di armature e armi che devono essere possedute dalle diverse classi sociali e l'abbigliamento ammesso per ciascuna classe. Al di sotto del re c'era un ristretto gruppo di duchi (solitamente discendenti dalla famiglia reale) e conti, che formavano l'alta aristocrazia. Al di sotto c'erano i baroni e, dopo il 1440, i lords of Parliament (tra 40 e 60), il livello nobiliare più basso ma con il diritto di assistere alla sedute del Parlamento. I membri di queste classi, soprattutto quelli che avevano svolto servizi amministrativi o militari per la Corona, potevano accedere al cavalierato. Al di sotto c'erano i lairds, equivalenti all'incirca ai gentlemen inglesi. Molti erano in qualche modo al servizio dell'alta nobiltà, in termini di obblighi militari o di servitù fondiarie. La servitù della gleba scomparve in Scozia nel XIV secolo, benché i proprietari esercitassero, con il sistema dei baroni di corte, un forte controllo sui loro fittavoli. Al di sotto dei lords e dei laird c'erano parecchi gruppi non chiaramente definiti. C'erano i medi proprietari o yeomen, a volte chiamati "laird dal berretto", e al di sotto di loro gli husbandmen, piccoli proprietari o fittavoli che rappresentavano la maggioranza della popolazione. Ai vertici della società cittadina erano i mercanti più ricchi, che ricoprivano cariche locali come burgess, alderman, bailies o membri dei consigli municipali. Alcuni tra questi potevano essere ordinati cavalieri dal re per i loro servigi, anche se questa carica "civica" non li metteva in realtà sullo stesso piano dei cavalieri possidenti. La maggioranza della popolazione urbana era costituita da artigiani ed operai.

### Conflitti sociali
Gli storici hanno scritto di notevoli conflitti politici tra i grandi commercianti e artigiani durante tutto il periodo. I mercanti tentavano di impedire che i mestieri inferiori e le gilde intaccassero i loro commerci, i loro monopoli e il loro potere politico. Gli artigiani cercavano di enfatizzare la loro importanza e di entrare nuove aree di attività economica, stabilendo prezzi e standard di lavorazione. Nel XV secolo, una serie di statuti cementò la posizione politica dei mercanti, con limitazioni sulla capacità dei residenti di influenzare la composizione dei consigli di borghi e molte delle funzioni di regolamentazione assunte dalle bailies. Le informazioni su sollevamenti popolari nella società rurale sono però scarse a testimoniare di disordini diffusi simili a quelli evidenziati Jacquerie del 1358 in Francia e Rivolta dei contadini del 1381 in Inghilterra; probabilmente perché i cambiamenti nell'agricoltura erano pochi, come il recinto della terra comune, che potrebbe aver creato un risentimento diffuso prima dell'era moderna. Invece un fattore importante era la disponibilità degli coloni degli affittuari delle terre a sostenere i proprietari nei conflitti, i quali ricambiavano con carità e sostegno. La società delle Highlands e dei confini si è guadagnata una reputazione per le attività illegali, in particolare le faide. Tuttavia, interpretazioni più recenti hanno indicato la faida come mezzo per prevenire e risolvere rapidamente le controversie forzando l'arbitrato, la compensazione e la risoluzione.

## Governo

### La Corona

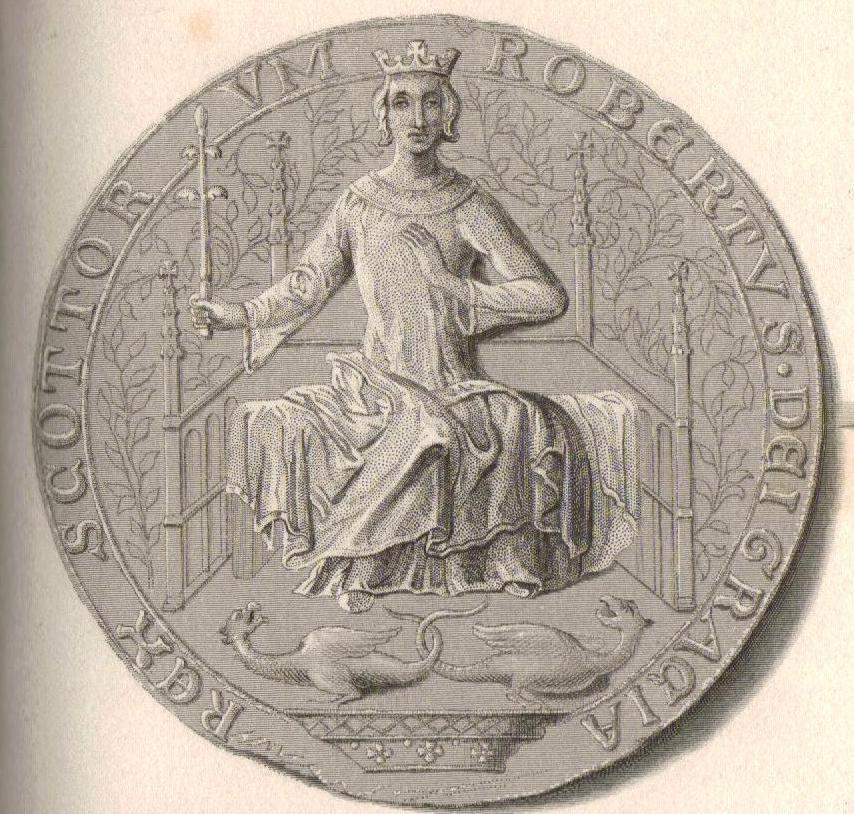
Incisione di Roberto II sul trono, ritratto come legislatore al di sopra del suo sigillo

Al centro del governo scozzese nel tardo medioevo era la Corona.
L'unificazione del regno, il diffondersi degli usi anglosassoni, lo sviluppo dei commerci con l'Europa e l'indipendenza dagli inglesi ottenuta da Roberto I contribuirono ad aumentare il prestigio dell'istituzione monarchica. La sua autorità era tuttavia contrastata, soprattutto dalle signorie semi-indipendenti, ed attraversò numerose crisi in particolare in occasione delle frequenti reggenze in presenza di un erede al trono minorenne. Tutto ciò, unito alla relativa povertà del regno e alla mancanza di un sistema fiscale organico, limitò molto l'influenza e la forza del governo centrale.
Molto più di quella inglese, la corte scozzese rimase un'istituzione itinerante, con il re che si spostava da un castello all'altro (soprattutto Perth e Stirling) e teneva sessioni giudiziarie in giro per il regno; solo ai tempi di Giacomo III Edimburgo cominciò ad imporsi come capitale, non senza contrasti e impopolarità. Come molte corti europee del '400, la corona scozzese adottò il modello della Corte di Borgogna, al centro della cultura e della vita politica con una grande attenzione ai rituali, alle cerimonie e allo sfarzo che si manifestava anche in raffinati nuovi palazzi e nella promozione delle arti.

### Consiglio Privato
L'istituzione più importante dopo la Corona era il Consiglio Privato o Privy Council, composto dai più stretti consiglieri del re e che (a differenza dal suo omologo inglese) esercitava poteri legislativi e giudiziari. Era relativamente piccolo: normalmente comprendeva meno di 10 membri, alcuni dei quali nominati dal Parlamento soprattutto nei periodi di reggenza, come strumento per limitare i poteri del reggente. Il consiglio era un'istituzione permanente già alla fine del '400, ed i suoi verbali rivelano un suo ruolo centrale nell'amministrazione della giustizia reale. Nominalmente i membri del consiglio erano i grandi magnati del regno, che però raramente partecipavano: i membri attivi erano per lo più funzionari di carriera e uomini di legge, quasi esclusivamente chierici laureati; i migliori tra loro occupavano successivamente i più alti gradi della gerarchia ecclesiastica come vescovi e più tardi anche arcivescovi. A partire dal 1500 crebbe però il numero dei laici, spesso avvocati ai quali venivano poi assegnati possedimenti terrieri e titoli nobiliari. Dal regno di Giacomo III il ruolo di Lord Cancelliere, sino ad allora privilegio del clero, fu sempre più spesso assegnato a laici.

### Parlamento

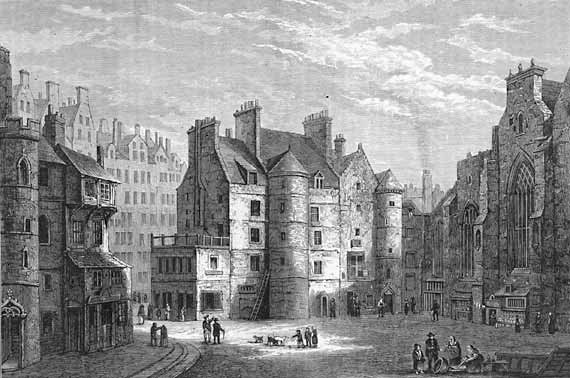
Old Tolbooth, Edimburgo, sede dei Parlamenti scozzesi da metà '400 a metà '700

Il terzo elemento per importanza nella struttura del governo era il parlamento, che si era evoluto a fine '300 da consiglio reale dei vescovi e Conti a 'colloquium' con ruoli politici e giudiziari. Già nel primo '400 la presenza di cavalieri e proprietari era rilevante, e -probabilmente dal 1326- i rappresentanti dei burgh si unirono ad essi formando i Tre Stati, che si riunivano in diverse città del regno. Il parlamento assunse un potere rilevante su aspetti particolari come il consenso alla tassazione, ma aveva una forte influenza sulla giustizia, sulla politica estera, le guerre e altri temi. Dalla metà del XV secolo molta dell'attività legislativa era condotta normalmente da una commissione parlamentare nota come i 'Lords of the Articles', delegata dai tre stati a preparare le bozze di proposte di legge da fare approvare all'assemblea plenaria. Altri organi parlamentari, il Consiglio Generale fino al 1500 e poi la Convenzione degli stati Generali, svolgevano una parte rilevante del lavoro ma non avevano autorità per l'approvazione finale. Durante il XV secolo il Parlamento era convocato con cadenza quasi annuale (più spesso del suo omologo inglese) e dimostrò in alcune occasioni volontà di critica e resistenza alle politiche della corona. soprattutto nel regno dell'impopolare Giacomo III. Dopo il 1494 e i suoi successi contro gli Stewart e i Douglas e contro i ribelli nel 1482 e 1488, Giacomo IV riuscì a svincolarsi sempre più da questa istituzione che sarebbe probabilmente declinata come molti organi simili in Europa, se nel 1513 non fosse intervenuta la morte del re e un'altra lunga reggenza.

### Governo locale
Il governo scozzese formò delle signorie basate sulla parentela tradizionale, con un sistema relativamente piccolo costituito da uffici reali. Prima del XV secolo, l'antico schema della signorie sopravvisse grazie all'appoggio reale dopo le Guerre di indipendenza, principalmente scoppiate ai confini e a sud-ovest, con l'aggiunta di due nuove contee: Clan Douglas e Clan Crawford. Il clan predominante erano gli Stewart, che arrivarono a sottomettere molte altre contee. La loro acquisizione della Corona, portano con sé una serie di conflitti interni e espropriazioni, intorno al 1460 la monarchia aveva modificato la sua posizione all'interno del regno, acquisendo il controllo delle maggior parte delle signorie e contee provinciali. Piuttosto di gestire le signorie semi indipendenti, i magnati principali avevano dei possedimenti e regioni di grande influenza sparse per il regno. Nel bassopiano, la Corona era in grado di amministrare il governo attraverso un sistema organizzato in distretti piuttosto che in signorie semi indipendenti. Nel altopiano, Giacomo II di Scozia creò due nuove contee provinciali, comandate da due suoi sottoposti fidati: Clan Campbell (guidati da Argyll) e Clan Gordon (guidati da Huntly), che fungevano da baluardo contro la signoria dei Donald. Giacomo IV di Scozia risolse il conflitto con i Donald, impossessandosi delle proprietà e dei titoli di John Islay, Conte di Ross, con il titolo illustre di Signore delle Isole, nel 1493 dopo aver scoperto i suoi piani che comportava un'alleanza con gli inglesi.

## Aspetti militari

### Esercito

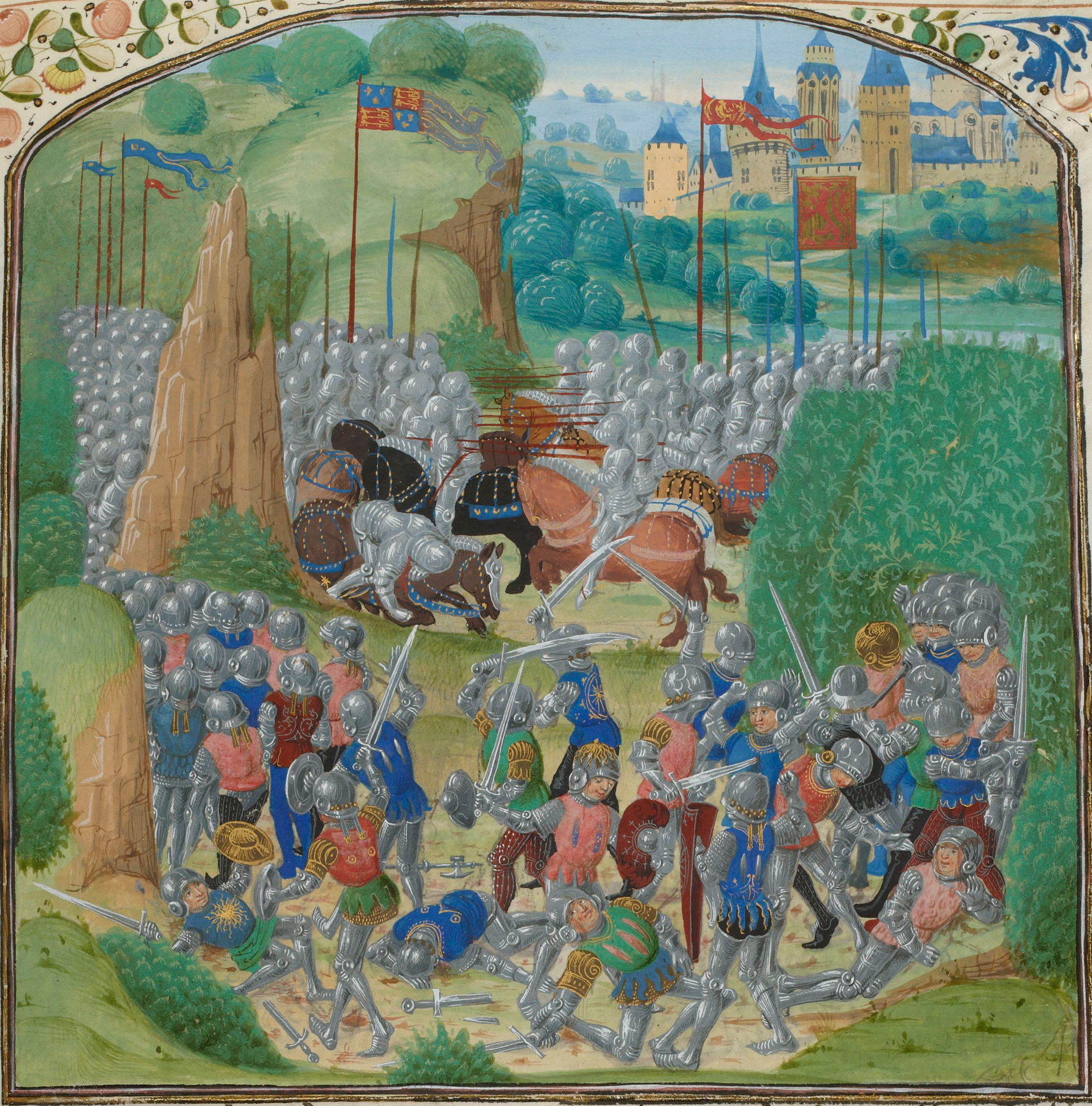
Battaglia di Otterburn (1388) in una miniatura dalle Chroniques di Jean Froissart

Gli eserciti scozzesi nel basso medioevo erano una combinazione di strutture familiari, comunali e feudali. Il cosiddetto "servizio scozzese" (servitum Scoticanum o communis exercitus) era una leva di tutti gli uomini liberi tra i 16 e i 60 anni, abili alla guerra, che forniva il grosso delle forze armate, ed era chiamata con otto giorni di preavviso. Le obbligazioni feudali, a fronte delle quali i cavalieri gestivano terre e castelli, fornivano truppe per periodi di 40 giorni. Dalla seconda metà del '300 si diffusero contratti a pagamento per avere a disposizione truppe professionali, in particolare cavalieri pesanti e arcieri.
Questi sistemi fornivano un numero abbastanza consistente di fanti male armati, spesso con lance da 3 metri. Questi formavano il nocciolo dell'ordine difensivo chiuso degli schiltron, che potevano contrastare la cavalleria come a Bannockburn, ma erano molto vulnerabili alle frecce e poco mobili, come fu provato a Halidon Hill. Vi furono tentativi di sostituire le lance con picche più lunghe sull'esempio dei successi ottenuti contro truppe a cavallo dagli Olandesi e dagli Svizzeri, ma con scarso risultato.
Il numero di arcieri e cavalieri era scarso, e soverchiato negli scontri con gli Inglesi in campo aperto. Gli arcieri erano tra l'altro molto ricercati come mercenari dagli eserciti francesi per contrastare la superiorità inglese in questo campo; essi formarono la cosiddetta Garde Écossaise che faceva parte delle Guardie Reali francesi.

### Artiglieria

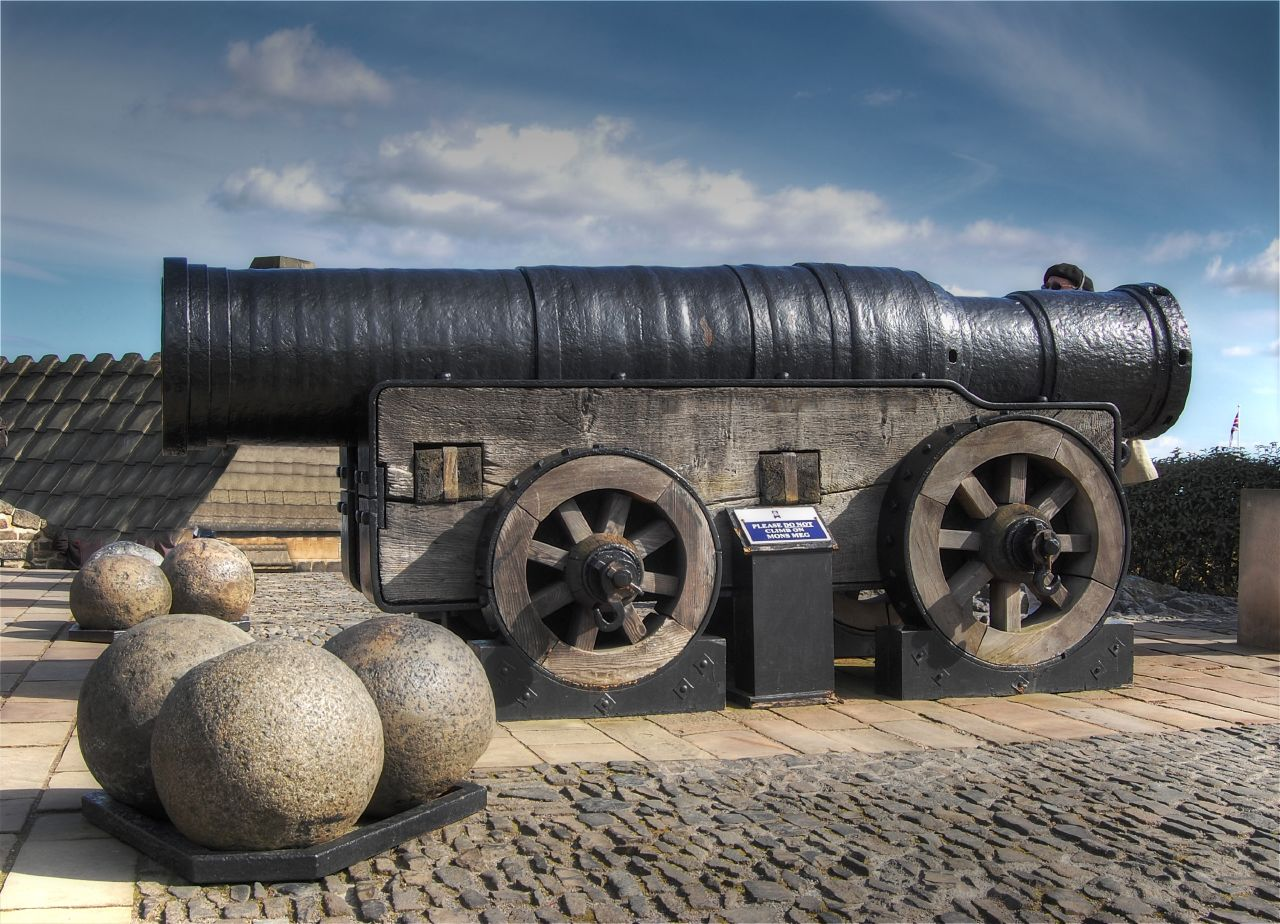
Mons Meg al Castello di Edimburgo, con i suoi proiettili da 50 cm

Gli Stewart cercarono di seguire Francia e Inghilterra nella costruzione di batterie di artiglieria.
Il fallito assedio di Roxborugh nel 1436 sotto Giacomo I fu probabilmente il primo caso di uso dell'artiglieria da parte scozzese. Giacomo II aveva un Artigliere di corte e ricevette in dono pezzi di artiglieria dal continente, comprese due gigantesche bombarde fuse per Filippo III di Borgogna, una delle quali è rimasta fino ad oggi. Benché probabilmente già obsolete in Francia, la loro tecnologia impressionò molto gli Scozzesi. L'entusiasmo di Giacomo II per le artiglierie gli costò la vita, e anche Giacomo III fu piuttosto sfortunato: l'artiglieria inviatagli da Sigismondo d'Austria affondò durante una tempesta nel 1481. Giacomo IV fece venire esperti da Francia, Germania e Olanda per costruire una fonderia nel 1511 a Edimburgo, dove i visitatori potevano assistere alla fusione dei cannoni che formarono un notevole parco di artiglieria che fu usata in Francie e Irlanda e gli permise la vittoria a Norham Castle nella campagna di Flodden. In realtà però i 18 pesantissimi cannoni, trainati da 400 buoi, rallentarono l'avanzata dell'esercito e si rivelarono poco efficaci davanti ai cannoni inglesi, più piccoli ma di maggior gittata, nella Battaglia di Flodden.

### Marina da guerra

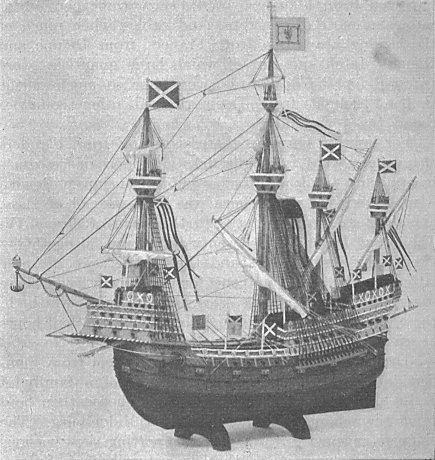
Modello della Great Michael, la più grande nave del mondo al momento del suo varo nel in 1511

Ottenuta l'indipendenza della Scozia, Roberto I decise di dotare la Scozia di una forza navale importante. L'attenzione era soprattutto sulla costa occidentale: gli Exchequer Rolls del 1326 registrano l'obbligo dei vassalli in quella regione di fornire vascelli ed equipaggi. Verso la fine del suo regno promosse la costruzione di almeno una grande nave da guerra presso il palazzo di Cardross sul Clyde. Alla fine del '300, la guerra navale contro gli Inglesi fu condotta soprattutto da vascelli commerciali scozzesi, fiamminghi e francesi noleggiati. giacomo I dedicò maggiore attenzione alla flotta: dopo il suo ritorno in Scozia nel 1424 costruì cantieri navali a Leith, un deposito per materiali navali e un'officina. Le navi reali, una delle quali lo accompagnò nella spedizione alle Isole nel 1429, erano costruite ed equipaggiate per uso commerciale oltre che bellico, e la carica di Lord Alto ammiraglio fu probabilmente istituita allora.
Giacomo IV diede nuovo impulso allo sviluppo della marina, fondando un nuovo porto a Newhaven nel maggio 1504, e due anni dopo ordinò la costruzione di un cantiere navale alle Pools of Airth. La parte superiore del Firth of Forth fu protetta da nuove fortificazioni a Inchgarvie. Il re commissionò 38 navi per la Marina Reale, tra le quali la Margaret e la caracca Michael o Great Michael. Quest'ultima, costruita a Newhaven a prezzo di grandi investimenti e varata nel 1511, era lunga 73 metri, stazzava 1000 tonnellate con 24 cannoni ed era, all'epoca, la più grande nave d'Europa. Le navi scozzesi riportarono qualche successo sui pirati, accompagnarono il re nella spedizioni nelle isole ed intervennero nei conflitti con la Scandinavia e nel Baltico. Nella campagna di Flodden la flotta consisteva di 16 navi grandi e 10 più piccole. Dopo un raid su Carrickfergus in Irlanda, la flotta si riunì con quella francese ma ebbe un ruolo marginale nella guerra. Dopo il disastro di Flodden la Great Michael, e forse altre navi, furono cedute ai Francesi e la marina reale non è più citata nei documenti dopo il 1516.

## Religione

### La Chiesa

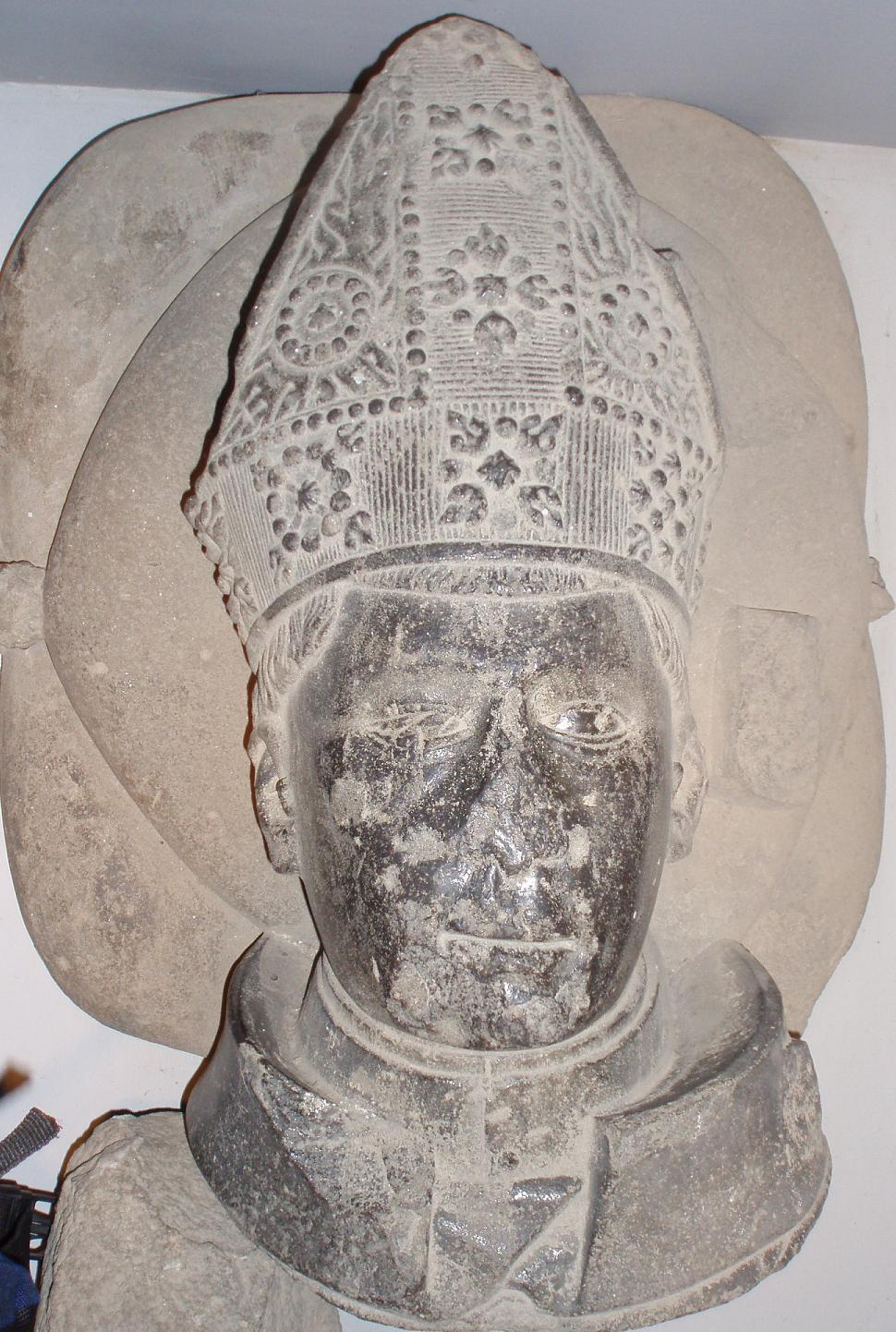
Busto di Henry Wardlaw (m. 1440), Vescovo di St Andrews, tutore e consigliere di Giacomo I, fondatore dell'Università di St. Andrews e figura chiave nella lotta contro i Lollardi

Da quando aveva ottenuto nel 1192 l'indipendenza dalle strutture ecclesiastiche inglesi, la Chiesa Cattolica Scozzese era stata una "figlia prediletta della sede di Roma", con un rapporto diretto con il Papa. Non avendo arcivescovi, era governata da concili speciali di vescovi, tra i quali emerse il ruolo speciale del vescovo di St Andrews, che nel 1472 divenne il primo arcivescovado, seguito da Glasgow nel 1492.
Nel Basso Medioevo la religione aveva un importante ruolo politico: Roberto I portò in battaglia a Bannockburn il brecbennoch (o Reliquiario di Monymusk ), che si diceva contenesse i resti di Santa Columba, e Giacomo IV usò i propri pellegrinaggi a Tain e Whithorn per riportare sotto l'autorità reale Ross and Galloway. Ci furono anche diversi tentativi di differenziare le pratiche liturgiche scozzesi da quelle inglesi: nel 1507 fu fondata una stamperia reale per sostituire il Rito di Sarum inglese nel servizio religioso. Come in altre parti d'Europa, la crisi di autorità dei Papi legata allo Scisma d'Occidente consentì alla corona scozzese di rafforzare il suo controllo sulle nomine ecclesiastiche, controllo riconosciuto dal Papato nel 1487. Questo portò alla nomina di parenti e intimi del re nelle posizioni chiave: anche il figlio illegittimo di Giacomo IV, Alessandro, fu nominato arcivescovo di St. Andrews a 11 anni, accrescendo l'influenza reale ed esponendo la chiesa ad accuse di venalità e nepotismo. Le relazioni tra Corona scozzese e il Papato furono comunque in generale molto buone, e Giacomo IV ricevette chiari segni del favore papale.

### Devozione popolare
La storiografia protestante tradizionale ha dato molta enfasi alla corruzione e all'impopolarità della Chiesa scozzese tardomedievale; ricerche recenti hanno mostrato però una maggiore consonanza con le esigenze spirituali di diversi gruppi sociali. Gli storici registrano un declino della vita monastica: conventi sempre più piccoli ospitano gruppi risotti di monaci, e molti di questi abbandonano le comunità per adottare uno stile di vita più secolare e individuale. Anche le donazioni ai conventi da parte dei nobili diminuiscono nel XV secolo. Per converso, nei burgh si assiste al fiorire degli ordini di frati mendicanti, che mettono l'accento sulla preghiera e sull'assistenza alla popolazione. L'ordine dei Francescani Minori (Observant Friars) organizzò una sezione provinciale scozzese dal 1467, e le altre famiglie francescane -come anche i domenicani- furono riconosciute come province negli anni ottanta del 1400. In molti burgh, a differenza delle città inglesi dove le chiese proliferavano, c'era di solito una sola chiesa parrocchiale, ma con il diffondersi della dottrina del Purgatorio il numero delle cappelle, dei sacerdoti e delle messe in suffragio dei defunti crebbero rapidamente. Anche il numero di altari dedicati ai santi crebbe a dismisura: la chiesa di St. Mary's a Dundee ne aveva 48 e St Giles' a Edimburgo più di 50; anche il numero dei santi venerati in Scozia aumentò. Nuovi culti dedicati alla Vergine Maria si diffusero in Scozia nel XV secolo, tra i quali quelli delle Cinque Piaghe, del Preziosissimo Sangue e del Santissimo Nome di Gesù, oltre a nuove festività come la Presentazione, la Visitazione e la Madonna della Neve. Fin dall'inizio del XIV secolo il Papato cercò di intervenire sul problema degli incarichi multipli nel clero, ma la relativa povertà dei benefici ecclesiastici e la scarsità di sacerdoti soprattutto dopo la Peste Nera portarono comunque alla crescita dei preti che officiavano in due o più parrocchie. Inoltre il clero delle parrocchie era reclutato soprattutto nelle classi più povere, il che portava a lamentele continue sulla loro scarsa cultura e le loro capacità educative. L'eresia, nella forma del Lollardismo, raggiunse la Scozia dall'Inghilterra e dalla Boemia all'inizio del 1400, ma nonostante un certo numero di eretici bruciati sul rogo e un certo favore popolare per i suoi elementi anti-liturgici, essa rimase un fenomeno piuttosto limitato.

## Cultura

### Istruzione

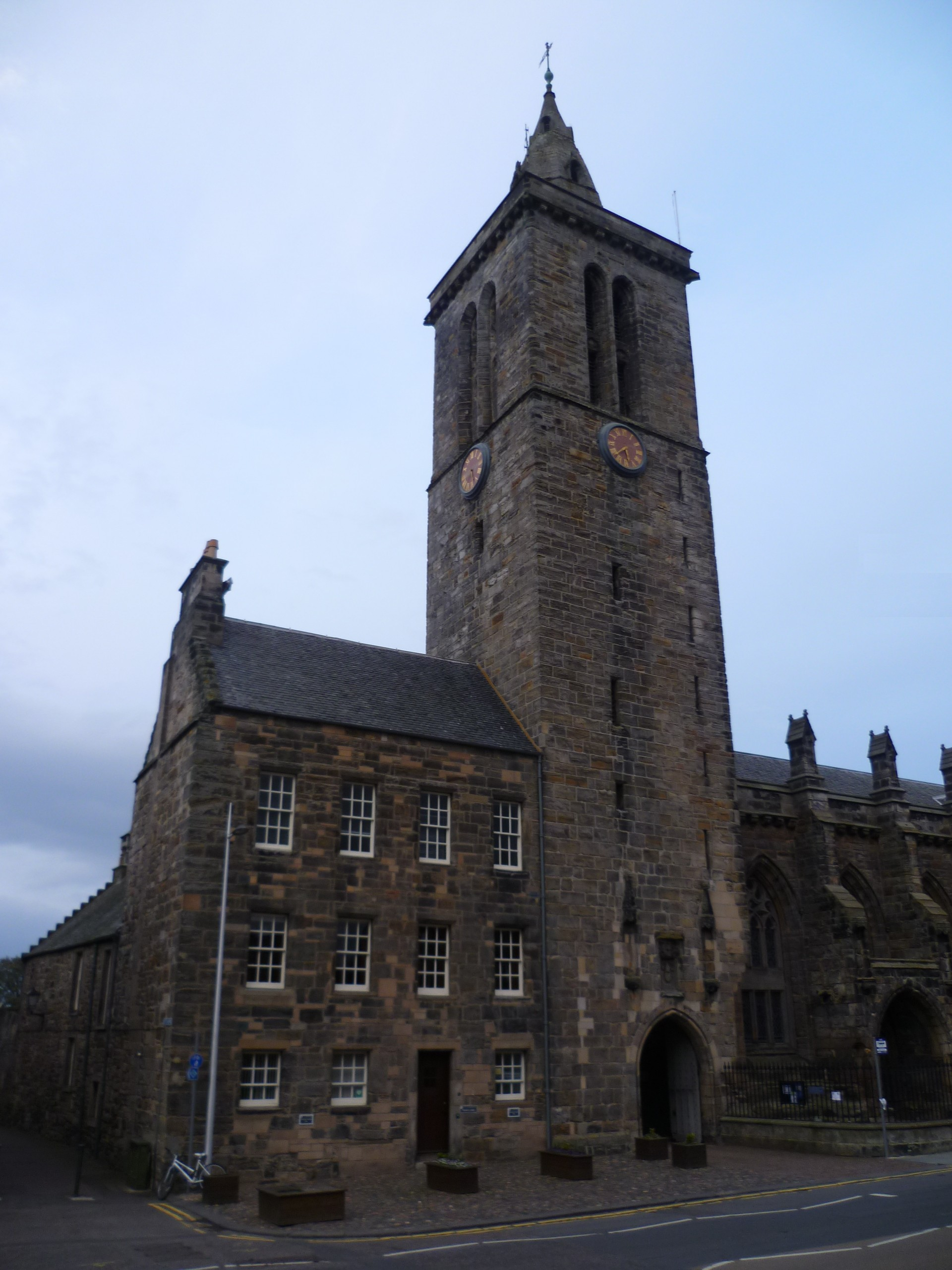
La torre del St. Salvator's College, Università di St. Andrews

Nella Scozia medievale l'istruzione era dominata dalla Chiesa e fondamentalmente orientata alla formazione dei chierici.
Progressivamente si assistette ad una crescita del numero di istituzioni scolastiche ed alla loro apertura ai laici. Si diffusero l'istruzione privata per le famiglie dei ricchi borghesi e dei lord, scuole di musica annesse alle maggiori chiese e un numero crescente di grammar schools soprattutto nei burgh in grande sviluppo. Le scuole erano riservate quasi esclusivamente ai maschi, ma alla fine del XV secolo a Edimburgo c'erano anche scuole femminili. L'attenzione crescente per l'istruzione si concretizzò nell'Education Act del 1496, che imponeva che tutti i figli dei baroni e dei proprietari terrieri di una qualche importanza dovessero andare a scuola. Questo portò a una crescita dell'alfabetizzazione, ma rimase limitata ed una élite maschile e facoltosa: alla fine del periodo si stima che il 40% della nobiltà fosse ancora analfabeta.
Fino al XV secolo chi voleva andare all'Università doveva spostarsi in Inghilterra; la situazione cambiò con la fondazione dell'Università di St. Andrews nel 1413, dell'Università di Glasgow nel 1451 e di Aberdeen nel 1495. All'inizio queste istituzioni erano previste per l'istruzione dei chierici, ma furono sempre più frequentate da laici che iniziavano a scalfire il monopolio clericale dei ruoli amministrativi e giudiziari. Gli studenti scozzesi continuarono naturalmente a viaggiare nel continente per completare la loro formazione, e questi contatti contribuirono a diffondere in Scozia i nuovi valori dell'Umanesimo.

### Arte e architettura

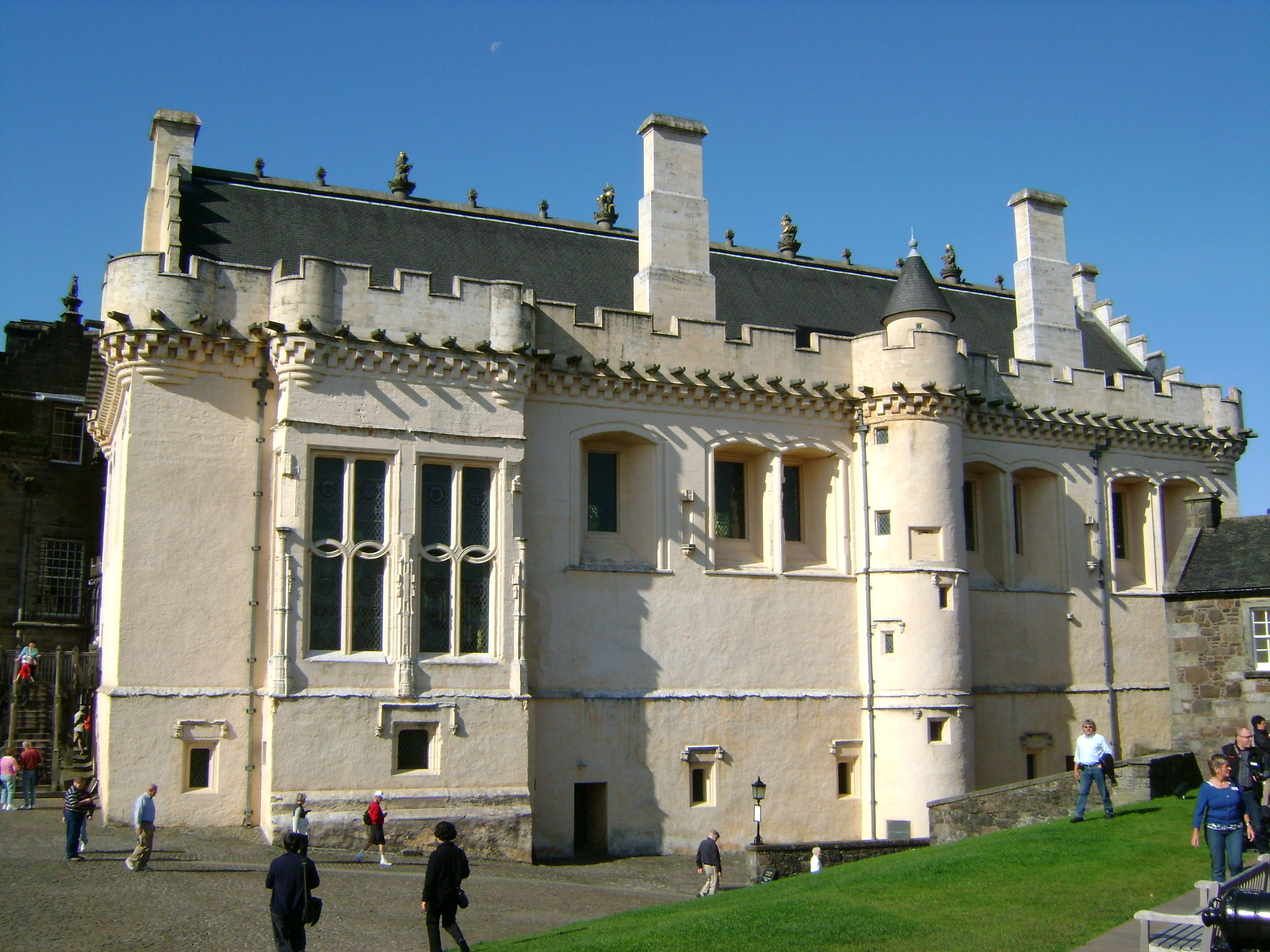
La Great Hall di Stirling Castle, costruita da Giacomo IV nel tardo Quattrocento, combina elementi tradizionali scozzesi e del Rinascimento europeo

La Scozia è famosa per i suoi spettacolari castelli, molti dei quali risalgono al Basso Medioevo.
Mentre in Inghilterra i ricchi cominciavano a costruire grandi e comode residenze di campagna, i castelli scozzesi continuarono a sorgere anche in età moderna, sviluppando lo stile baronale scozzese che ancora nel XIX secolo era popolare tra piccola nobiltà e classi mercantili. Questa tipologia di costruzione, ispirata a criteri di difesa militare e centrata sulla casatorre, si caratterizza per le torrette a mensola e per i bordi di falda a gradoni. Le travi e i soffitti di questi edifici erano decorati a vivaci colori con motivi decorativi tratti da repertori europei, o a volte con motivi grotteschi di invenzione dell'autore. Gli edifici più imponenti di questo tipo erano i palazzi reali di Linlithgow, Holyrood, Falkland e il rinnovato Stirling Castle, tutti con elementi di derivazione europea, soprattutto francese e olandese, adattati a usi e materiali scozzesi (in particolare la finitura ad harl). Esempi più modesti di queste influenze continentali sono la torre occidentale, quattrocentesca, della chiesa di St Mary's a Dundee, e torri daziarie come quella di Dunbar.
L'architettura religiosa in Scozia era di solito assai meno elaborata che in Inghilterra: molte chiese erano semplici aule allungate, senza transetto o navate, e spesso prive di campanile. Nelle Highlands erano ancora più semplici, spesso costruite in mattoni e indistinguibili dagli edifici civili o rurali. Alcune chiese furono erette in uno stile più ambizioso: il capomastro francese John Morrow lavorò alla costruzione della Glasgow Cathedral e alla ricostruzione di Melrose Abbey, entrambi begli esempi di architettura gotica. L'interno delle chiese, fino alla Riforma, era abbastanza elaborato, con tabernacoli riccamente decorati come quelli rimasti a Deskford e Kinkell. Gli intagli della Rosslyn Chapel, eseguiti a metà Quattrocento e rappresentanti la processione dei Sette Vizi Capitali, sono considerati tra i più belli dello stile gotico. Le chiese tardomedievali scozzesi contengono spesso elaborati monumenti funerari, come la tomba dei Douglas nella città omonima.
Non ci sono molte informazioni sugli artisti scozzesi del periodo. Erano in uso -come in Inghilterra- ritratti del re usati come modello per copie e riproduzioni, ma le versioni che ci sono arrivate sono in genere molto rozze per i nostri standard. Decisamente di qualità superiore sono le opere degli artisti arrivato da continente e in particolare dell'Olanda, centro del Rinascimento nell'Europa Settentrionale.
Tra i prodotti di questo rapporto vanno segnalati: la delicata lampada sospesa nella St. John's Kirk di Perth; i tabernacoli e immagini di Santa Caterina e San Giovanni portati a Dunkeld, i paramenti sacri di Holyrood; l'altare di Hugo van Der Goes per la chiesa del Trinity college a Edimburgo, commissionato da Giacomo III; il Book of Hours illustrato dal fiammingo Simon Bening e donato da giacomo IV a Margaret Tudor.

### Lingua e letteratura

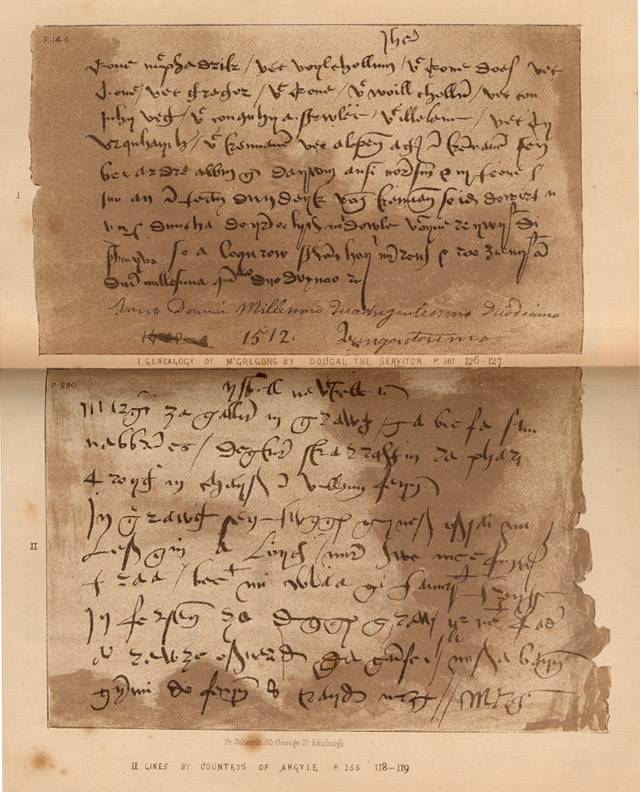
Facsimile del Book of the Dean of Lismore, stampato da William Forbes Skene nel 1862

È in questo periodo che la lingua scozzese divenne dominante nello Stato e nelle classi alte, legandosi all'identità nazionale scozzese e facendosi strada nella Highlands a spese del Gaelico.
La lingua detta Scozzese medio, che in questo periodo viene a volte definita semplicemente "inglese", deriva in gran parte dall'Old English, con elementi gaelici e francesi. Benché simile alla lingua delle contee inglesi settentrionali, divenne un dialetto distinto a partire dal tardo Quattrocento. Era la lingua dominante nelle Lowlands e nella zona di confine, dove era arrivata con i coloni anglosassoni dopo il V secolo, ma si diffuse nelle classi superiori man mano che queste abbandonavano il francese nel tardo medioevo. Dal Quattrocento divenne la lingua del governo: gli atti del parlamento, i verbali dei consigli e i rapporti dei tesorieri la usano in modo quasi esclusivo a partire dal regno di Giacomo I. Parallelamente il gaelico, che un tempo era prevalente a nord del Tay, iniziò un irreversibile declino.
Il Gaelico era la lingua della tradizione dei Bardi, che prevedeva il trasferimento orale della cultura tra generazioni. Agli allievi delle scuole bardiche erano insegnate le complesse regole e forme della poesia gaelica. In una società di analfabeti, erano i depositari non solo della conoscenza di storie e canzoni, ma anche delle genealogie e della medicina. Erano presenti dalle corti dei grandi lord fino alle case dei capi locali. La tradizione bardica non fu del tutto slegata dalle mode e dagli usi stranieri: la poesia d'amore risente dei nuovi sviluppi nella poesia continentale e nella medicina si trovano riflessi dei manoscritti di Padova, Salerno e Montpellier. La tradizione orale gaelica si manifestò anche in forma scritta con la grande compilazione di poesie Book of the Dean of Lismore, prodotta da James e Duncan McGregor all'inizio del 1500, probabilmente pensata per un uso nelle corti dei capi. Sin dal XV secolo, comunque, gli scrittori delle lowlands cominciarono a considerare il gaelico come una lingua di seconda classe, rustica e magari divertente; ciò contribuì ad approfondire le differenze culturali tra Highlands e Lowlands.
Fu lo Scozzese ad emergere come lingua letteraria nazionale. Il più antico testo importante rimastoci è il Brus di John Barbour's (1375), composto con il patrocinio di Roberto II, che narra in forma epica e poetica le imprese di Roberto I da prima dell'invasione inglese alla fine della guerra di indipendenza. L'opera era popolarissima nell'aristocrazia di lingua scozzese, ed è considerata l'origine della poesia scozzese con un ruolo simile a quello del contemporaneo Chaucer in Inghilterra. Nel primo Quattrocento seguirono i versi dell'Orygynale Cronykil of Scotland di Andrew of Wyntoun, e The Wallace di Blind Harry, che mescolano il romanzo storico con la cronaca in versi. Queste opere erano probabilmente influenzate dalle traduzioni dei popolari romanzi francesi dell'epoca, tra i quali The Buik of Alexander, Launcelot o the Laik e The Porteous of Noblenes di Gibert Hay.

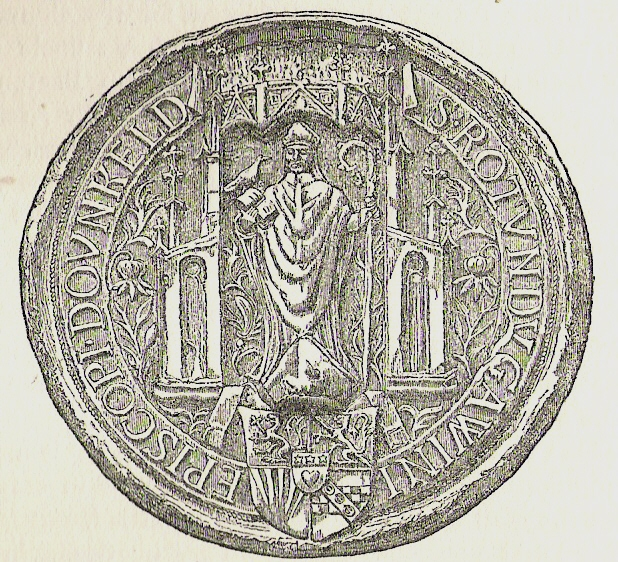
Il sigillo di Gavin Douglas, vescovo di Dunkeld, makar e traduttore

Molta della letteratura medievale scozzese era prodotta dai makars, poeti legati alla corte del re. Tra wuesti va ricordato lo stesso Giacomo I che scrisse The Kingis Quair. Molti makars avevano un'istruzione universitaria ed erano legati alla Chiesa, anche se il Lament for the Makaris di Dunbar (c. 1505) testimonia una tradizione di scrittura non legata né alla Corte né alla Chiesa, poi perduta. Prima dell'avvento della stampa, scrittori come Robert Henryson, William Dunbar, Walter Kennedy e Gavin Douglas sono considerati gli esponenti dell'età d'oro della poesia scozzese.
Dalla fine del XV secolo si sviluppa anche la prosa scozzese. Al di là di qualche frammento anteriore come la Auchinleck Chronicle, Ci sono anche, dopo il 1450, trascrizioni in prosa di romanzi cavallereschi francesi come The Book of the Law of Armys e Order of Knychthode ed il trattato Secreta Secetorum, un testo arabo che si credeva contenesse i consigli di Aristotele ad Alessandro Magno. L'opera più importante nel regno di Giacomo IV fu la traduzione dell'Eneide di Gavin Douglas, l'Eneados, la prima traduzione in linguaggi angli di un grande testo classico, completeta nel 1513.

### Musica

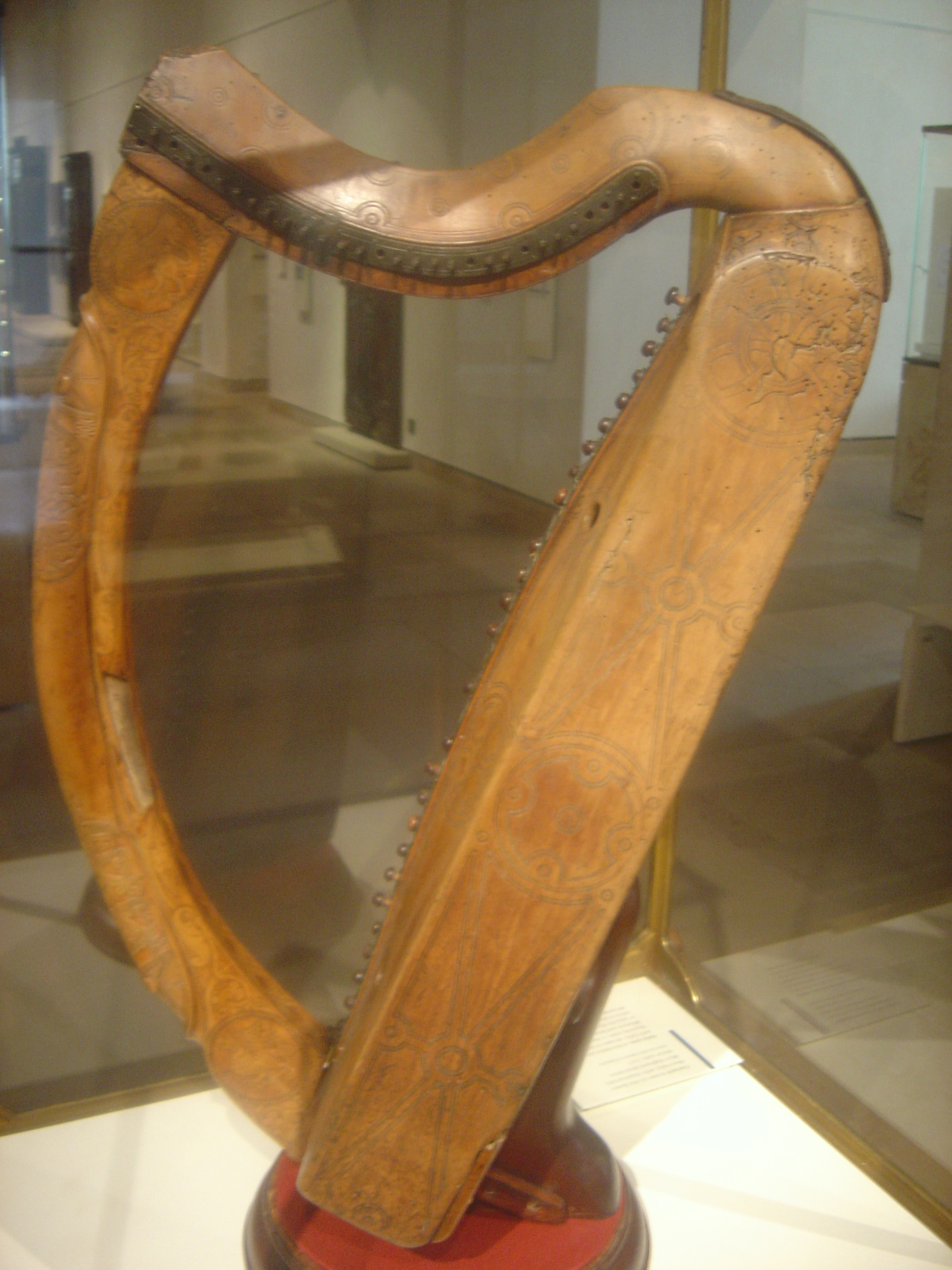
Questa clàrsach, nota come Clàrsach Lumanach o Arpa di Lamont, fatta nelle Highlands occidentali (c. 1400)

I bardi, musicisti ma anche poeti, cantastorie, storici, genealogisti e avvocati, depositari di una tradizione orale di molte generazioni, si trovavano in Scozia ma anche in Galles e Irlanda. Spesso si accompagnavano con l'arpa, come descritto nelle cronache di corte in tutto il medioevo. A partire dal basso Medioevo, la musica da chiesa scozzese fu sempre più influenzata da modelli continentali, con figure come il teorico musicale Simon Tailler che dopo aver studiato a Parigi tornò in Scozia dove introdusse varie innovazioni nella musica religiosa.
Le collezioni di musica scozzese come la duecentesca Wolfenbüttel 677, associata a St Andrews, contengono per lo più composizioni francesi, ma con qualche tratto locale ben riconoscibile. La prigionia in Inghilterra dal 1406 al 1423 di Giacomo I, che si guadagnò una reputazione di poeta e compositore, lo portò a introdurre alla corte scozzese elementi inglesi e continentali. Nel tardo Quattrocento diverso musicisti scozzesi studiarono nei Paesi Bassi prima di rientrare in patria: tra loro John Broune, Thomas Inglis e John Fety, quest'ultimo diventato direttore della scuola di canto ad Aberdeen e poi a Edimburgo, dove introdusse la nuova tecnica dell'organo suonato a cinque dita. Nel 1501 Giacomo IV rifondò la Cappella Reale a Stirling Castle, con un nuovo e più ampio coro, che diventò il centro della musica liturgica scozzese. Le influenze borgognone e inglesi furono probabilmente rinforzate quando la figlia di Enrico VII sposò Giacomo IV nel 1503.

## Identità nazionale
Il tardo Medioevo è considerato il momento iniziale della formazione dell'identità nazionale scozzese, in opposizione ai tentativi inglesi di annettersi il territorio e in conseguenza di mutamenti culturali e sociali.
Le invasioni e interferenze inglesi in Scozia contribuirono a formare un senso di unità nazionale e di odio per l'Inghilterra che determinò la politica estera scozzese durante il Quattrocento, rendendo molto difficile per i re scozzesi come Giacomo III e Giacomo IV condurre politiche di pace verso il vicino del sud. Il particolare nella Declaration of Arbroath veniva affermata, davanti all'aggressione inglese, l'antica distinzione della Scozia e veniva affermato che il ruolo del re era quello di difendere l'indipendenza della comunità scozzese. Il documento è considerato il primo esempio di teoria di sovranità nazionalista.
L'adozione dello Scozzese Medio da parte dell'aristocrazia è considerato un elemento di costruzione di un senso nazionale e di cultura condivise tra governanti e popolo, nonostante il gap culturale tra Highlands e Lowlands venisse acuito dalla sopravvivenza del gaelico a nord del Tay. La letteratura nazionale scozzese del periodo mescolava storia e leggenda al servizio della Corona e del nazionalismo, contribuendo a cementare il senso di identità nazionale almeno all'interno delle élite. La storia epica del Brus e del Wallace costruiva la narrazione di una lotta unitaria contro il nemico inglese. Anche la letteratura arturiana differiva dalle versioni convenzionali: re Artù era il cattivo mentre il figlio del re dei Pitti, Mordred, era l'eroe. L'origine mitica degli scozzesi, espressa da John of Fordun (c. 1320-c. 1384), veniva fatta risalire al principe greco Gathelus e alla sua sposa egiziana Scota, stabilendo così una superiorità verso gli Inglesi che rivendicavano una discendenza dai Troiani, popolo sconfitto proprio dai Greci.

La Croce di S. Andrea, adottata in questo periodo come emblema nazionale

È in questo periodo che la bandiera nazionale emerge come simbolo comune. L'immagine di S. Andrea, martirizzato su una croce a X, apparve per la prima volta nel Regno di Scozia ai tempi di Guglielmo I e fu poi utilizzata nei sigilli usati nel XIII secolo, in particolare in quello usato dai Guardiani di Scozia, datato 1286. L'uso della croce a X come simbolo semplificato associato a sant'Andrea ha origine nel Trecento: il Parlamento Scozzese decretò nel 1385 che i soldati scozzesi dovessero portare su di sé una croce di S. Andrea Bianca sul petto e sulla schiena, per facilitare l'identificazione sul campo di battaglia. L'uso dello sfondo blu inizia nel XV secolo. Il primo riferimento alla Croce di S. Andrea come bandiera si trova nel Vienna Book of Hours, circa 1503.